# Centro de Gestión Avanzado
El Servicio Integral de Atención Digital (CGA) de centros de Tecnologías de la Información y la Comunicación (TIC) se encarga de gestionar la red de centros educativos públicos de Andalucía (Red de centros TIC).
Esta red cuenta con más de 4500 centros educativos integrados en una misma red que son gestionados de manera centralizada desde el CGA utilizando software libre.
El CGA forma parte de la Consejería de Educación de la Junta de Andalucía. Desde 2014 depende de la Agencia Pública Andaluza de Educación (APAE). 

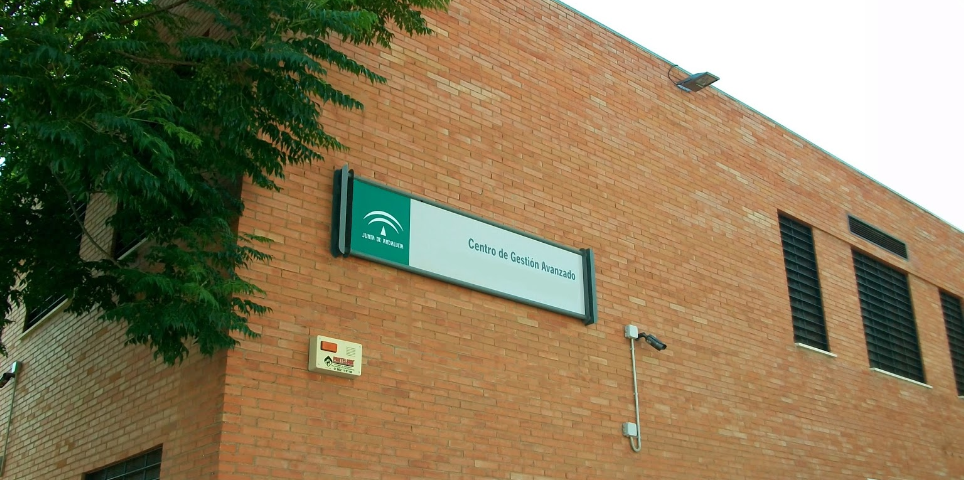
Antigua sede del CGA, situada en San Juan de Aznalfarache

La sede del CGA se encuentra en el Edificio Centris 2, en la localidad de Tomares (antiguamente ubicada en la calle Santo Domingo de Guzmán, en San Juan de Aznalfarache), provincia de Sevilla.
Con el objetivo de aislar la problemática técnica implícita en el uso de las TIC y permitir a los usuarios desarrollar y mejorar la actividad docente, se crea el CGA, que centraliza la atención a todos los centros de la red y genera soluciones adaptadas a las necesidades del profesorado y del alumnado andaluz. 
La finalidad concreta del CGA es hacer que la comunidad educativa disfrute y use las nuevas tecnologías basadas en software libre sin preocuparse de la administración, mantenimiento y configuración de los elementos informáticos, y sin la necesidad de poseer conocimientos técnicos avanzados. 
El CGA se encuentra actualmente formado por un equipo de 50 personas que ha evolucionado y se ha adaptado según las necesidades de los centros educativos, y que actualmente gestiona, administra y da soporte a la mayor red educativa de equipos informáticos del mundo basada en Software Libre. 
Las TIC en los centros educativos son usadas como una herramienta más para el desarrollo del trabajo docente, ayudando al profesorado en su actividad diaria. Aprender usando el ordenador.

Sus últimos desarrollos más destacados son la nueva versión de la distribución educativa Guadalinex Edu, Guadalinex Edu Next, publicada en diciembre de 2016, y la Herramienta de Gestión de Recursos (HGR) que centraliza y unifica en una única aplicación utilidades anteriormente repartidas en SIGALA, CRV e ItalC desapareciendo estas tres últimas. Aplicaciones como Gesuser 3 que permite gestionar los usuarios de los centros educativos, y otras aplicaciones de utilidad para el propio centro, como BiblioWeb, aplicación web que permite al usuario/a consultar el catálogo de ejemplares de la biblioteca de su centro educativo además de obtener información tanto de la biblioteca como del propio centro educativo son ejemplos de aplicaciones desarrolladas íntegramente por el CGA. También se dispone de un renovado Sistema de Usuarios Personales para Guadalinex Edu 2013, que unifica a los anteriores perfiles en un único perfil y se adapta a las nuevas infraestructuras TIC de los centros educativos andaluces.
Además, el CGA pone a disposición de la comunidad educativa andaluza el canal CGA Educación en Youtube, que funciona como complemento a los artículos creados en la Wiki del CGA con videotutoriales y videoblogs sobre nuevas herramientas TIC y nuevo equipamiento informático que adquiera la Consejería de Educación de la Junta de Andalucía

## Marco de la Política Educativa
El 18 de marzo de 2003,la Junta de Andalucía publicó el Decreto de medidas de impulso a la sociedad del conocimiento en Andalucía . El Decreto tiene por objetivo establecer las medidas necesarias para contribuir a que Andalucía se incorpore plenamente a la sociedad del conocimiento.

En el ámbito educativo, el decreto detalla los siguientes objetivos:

- El primer objetivo es garantizar que todos los andaluces y andaluzas puedan acceder a las TIC sin discriminación alguna por razón del lugar de residencia, la situación social o de cualquier otro tipo.

- El segundo objetivo es facilitar el acceso a través de Internet a la información y servicios que preste la Administración Pública Andaluza.

- El tercer objetivo es adaptar la prestación de servicios públicos básicos, a las demandas y potencialidades de la sociedad del conocimiento.

Tan importante es el hecho de incorporarse a la Sociedad del Conocimiento, como el modo en que se produce esta incorporación. Por esta razón se ha optado por la implantación de software libre, con la distribución Guadalinex Edu, que significa incorporarse en libertad e igualdad, de forma solidaria y cooperativa.

La Red de Centros TIC, fruto del trabajo que la administración pública andaluza, comenzó en el año 1985 con el Plan Alhambra. En el gráfico, se muestran los distintos proyectos emprendidos en Andalucía hasta llegar al Proyecto Andared, al que pertenece la Red de Centros TIC.

## Evolución del proyecto
El gráfico mostrado a continuación, refleja el incremento del número de PCs y de centros educativos públicos integrados en la red TIC por curso lectivo.

Cuando el CGA comenzó su actividad, contaba con 100 centros educativos y 16.165 PCs. Tanto el número de centros como el número de ordenadores, ha ido aumentando considerablemente hasta la actualidad, dando servicio a más de 4.000 centros educativos de Andalucía y más de 750.000 PCs.

Durante estos años, el CGA se ha ido adaptando tanto en número de trabajadores, herramientas y desarrollos propios de software a las nuevas dimensiones y demandas.

Desde el inicio de su actividad, el CGA ha utilizado y creado diferentes herramientas y aplicaciones. Entre las más destacadas encontramos:

- Nagios: Sistema de monitorización, conectividad y servicios.
- Visco: Desarrollado por el CGA en el año 2005, como visor de conectividad.
- Mantis: Administrador de incidencias
- SIGILA: Sistema Integral de Gestión de Incidencias y Localización de Averías, creado por el CGA, que permite recoger las incidencias y consultas de los centros educativos, proporcionándoles una solución efectiva.
- Sistemas de configuración automática de centros, como CF Engine y Puppet. Este último es el que se utiliza actualmente.y facilita la labor de instalaciones, actualizaciones y cambios de configuraciones en los equipos, automatizando las tareas administrativas de la red de Centros.

Para el entorno educativo, el CGA crea y adapta constantemente aplicaciones que se utilizan en las aulas para la distribución Guadalinex Edu, tales como:
- iTALC: Software de monitorización que permite realizar un seguimiento del aula. Es una aplicación diseñada para permitir a un profesor controlar ciertos aspectos de los ordenadores de su aula. En general, un profesor que trabaje en un aula configurada con ITALC podrá ver el escritorio de sus alumnos, controlarlo, enviarles mensajes de texto, apagar los equipos, realizar capturas de pantalla, etc.
Este control está limitado y solo será efectivo en el grupo de alumnos, es decir, un profesor no podrá nunca controlar a otro profesor o personal de gestión debidamente autenticado.
- CRV (Cañón de red virtual): Esta aplicación ha sido creada para transmitir contenido audiovisual a los alumnos,entre una red local de ordenadores de un aula TIC facilitando al personal docente su labor.
 Permite la transmisión de contenidos desde cualquier ordenador de un aula hacia los demás siempre y cuando el usuario que quiera transmitir tenga perfil de profesorado.
- SIGALA (Sistema Integral de Gestión de aulas y Localización del Alumnado), permite crear grupos de trabajo para hacer actividades conjuntas. De esta forma, el profesor crea un grupo de trabajo al que se une el alumno en el que se pueden compartir archivos, descargas, favoreciendo el dinamismo en la realización de actividades en el aula.
- Gesuser: Aplicación que permite entre otras funcionalidades, facilitar al Coordinador o Coordinadora TIC la gestión de los usuarios de la red del Centro Educativo. Esta aplicación que está completamente desarrollada por el CGA, ha evolucionado con el tiempo, incluyendo a su vez otras herramientas y aplicaciones que facilitan la gestión y que son de gran utilidad en los centros educativos. La más reciente aplicación de gestión de usuarios es Gesuser 3, aplicación más depurada y sencilla, que además de mantener las funcionalidades que poseía anteriormente, ha evolucionado tanto de forma estética como en contenidos, facilitando la vida y las tareas de los docentes.

Del mismo modo, se han desarrollado más aplicaciones, para proporcionar información y para que sean utilizadas en el ámbito educativo como apoyo a la actividad docente.

## Estructura
La estructura del organismo viene diseñada desde la Dirección de Equipamientos, Logística y Tecnologías de la Agencia Pública Andaluza de Educación, agencia pública empresarial adscrita a la Consejería de Educación y Deporte de la Junta de Andalucía.
Desde la creación del CGA se han ido modificando los departamentos y áreas que conforman la institución, en aras de adaptarse a las nuevas necesidades tanto internas como las que fuesen surgiendo en los centros educativos. La empresa adjudicataria actual es Isotrol.
En la actualidad el proyecto está constituido por 4 áreas que engloban los distintos departamentos, divididos según el trabajo a desempeñar:
Coordinación Global: es el área principal del CGA. Desempeña la Jefatura de Proyecto y se encarga de coordinar de manera global tanto las tareas técnicas como las relacionadas con el personal adscrito. El coordinador global (Jefe de Proyecto) es propuesto por la empresa adjudicataria del servicio y refrendado por el Jefe de Servicio de la Agencia Pública Andaluza de Educación. Entre sus tareas se encuentra la coordinación y la comunicación continua con los Responsables del Contrato de la APAE.
Área de Desarrollo: realiza el desarrollo de todo el software dependiente del CGA. Dentro de él se engloban dos departamentos:
- Departamento de Investigación, Desarrollo e Innovación (I+D+i): realiza las labores de investigación y desarrollo de software, basado en código abierto, y prácticas de innovación que se anexan tanto al software desarrollado como a la metodología diaria. Entre otros productos, desarrolla Guadalinex Edu, Gesuser3, BiblioWeb2 y otras aplicaciones para la gestión interna del organismo (SIGILA).
- Departamento de Construcción: empaqueta las aplicaciones desarrolladas en el formato correspondiente del sistema operativo para el cuál hayan sido diseñadas, por norma general se utiliza la paquetería Debian usada en las propias Debian, Ubuntu y Guadalinex Edu.

Área de Control: es la encargada de realizar el control sobre la infraestructura IT tanto del CGA como de los centros educativos. Acomete tareas de seguridad, capacidad, control de cambios y lanzamientos para asegurar en todo momento el buen funcionamiento de los trabajos realizados. Acoge a tres departamentos:
- Departamento de Gestión de la Capacidad: monitoriza la infraestructura IT tanto del CGA como de los centros educativos. Realiza tareas proactivas en materia de seguridad y diseña las nuevas versiones de los sistemas operativos a desplegar en los servidores internos de los centros educativos (Debian GNU/Linux).
- Departamento de Gestión del Cambio: aprueba o rechaza las peticiones de servicio tanto internas como las realizadas por los equipos directivos o de Coordinación TIC de los centros educativos. Realiza un seguimiento de las mismas, y se analiza desde el punto de vista técnico y de recursos humanos el alcance de la aprobación del cambio en la infraestructura.
- Departamento de Gestión de Lanzamientos: vigila y despliega el software en la Red de Centros Educativos Públicos de Andalucía. Se realizan tareas de monitorización y salvaguarda, además de otros planes que permitan la "marcha atrás" ante fallos o errores que requieran volver a una versión antigua del programa desplegado.

Área de Soporte: su principal función es atender las consultas de los centros educativos, así como la gestión, supervisión y vigilancia de los contratos de mantenimiento bajo la tutela de la Agencia de Educación, Mantiene un continuo contacto con los centros educativos y con el Centro de Atención a Usuarios de la Comunidad Educativa (CAUCE). Sus funciones son realizadas por tres departamentos:
- Departamento de Incidencias: atiende las incidencias de los centros educativos escaladas por CAUCE. El principal acometido es resolver las incidencias que puedan surgir en el tiempo establecido. El departamento de incidencias se divide en dos subgrupos:
  - Subgrupo de Incidencias de Nivel 1: incidencias que por su naturaleza se consideran "leves"
  - Subgrupo de Incidencias de Nivel 2: las incidencias requieren de más tiempo para su resolución.
- Departamento de Problemas: actúa como Incidencias de Nivel 3. Se consideran problemas a aquellas incidencias que por su repetición o impacto requieren un cambio en la infraestructura, previa solicitud al Departamento de Gestión del Cambio del Área de Control.
- Departamento de Gestión de Alarmas: realiza la gestión proactiva de los problemas, minimizando los errores. Desarrolla planes de contingencia y monitorización continúa de la plataforma para asegurar su correcto funcionamiento.

## Servicios Ofrecidos por el CGA
- Diseño y gestión de la red implantada dentro de los centros TIC.
- Atención a incidencias y consultas de todos los centros relacionadas con el software.
- Adaptación del Sistema Operativo Ubuntu para su uso en los centros educativos públicos de Andalucía. Distribución Guadalinex Educativa (Guadalinex Edu)
- Desarrollo software de servicios y aplicaciones para los centros educativos.
- Despliegue de las soluciones software en toda la red de centros.
- Evaluación del hardware y software candidatos a integrarse en la red TIC.
- Gestión de las garantías de todo el equipamiento informático y no informático repartido por los más de 4500 centros educativos andaluces.
- Supervisión, gestión y cierre de contratos de mantenimiento.
- Coordinación sobre el PROMISED (PROgrama para el Mantenimiento Integral de Servicios Educativos Digitales).
- Supervisión y gestión de la red de datos interna de los centros educativos públicos andaluces.
- Validación de aplicaciones Android desde el punto de vista técnico para su inclusión en el repositorio ZOCO.
- Aprobación y supervisión de las actuaciones desarrolladas en los centros educativos dentro del programa Escuelas Conectadas Andalucía.
- Soporte técnico a las Bibliotecas Escolares de Andalucía con el desarrollo de BiblioWeb2, nueva herramienta de gestión bibliotecaria que sustituye a ABIES 2.

## Red de centros TIC y Escuela TIC 2.0
Es la red de centros educativos públicos de la Junta de Andalucía. Está compuesta por más de 4000 centros en la actualidad, en una misma red gestionados de forma centralizada íntegramente con software libre.
Todos los centros TIC están integrados en una misma red, la Red Corporativa de la Junta de Andalucía (RCJA) de la que forman parte también el resto de organismos públicos andaluces (externos a la red TIC). En 2009 todos los centros educativos pasan a ser Centros Escuela TIC 2.0.
La gestión centralizada de la red de centros TIC y Escuela TIC 2.0 la realiza el CGA

## Dotación de un centro TIC (Proyecto Andared)

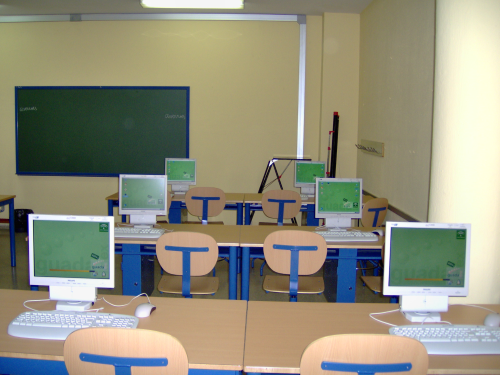
Aula de un centro TIC.

En cada centro TIC se distribuía un ordenador por cada dos alumnos/as y dotaciones complementarias de sistemas personales para el profesorado, los servicios administrativos, la biblioteca, la dirección del centro y las asociaciones de madres y padres. La dotación se completaba con servidores de contenidos educativos y de seguridad, además de otros servicios de red.

## Escuelas Conectadas Andalucía
La Agenda Digital para España establece las líneas de actuación prioritarias en el sector de las TIC como palancas de transformación hacia una economía más eficiente, innovadora, competitiva e internacionalizada. La Agenda contempla el desarrollo de los Servicios Públicos Digitales como instrumento para mejorar la calidad de los servicios prestados por las Administraciones Públicas en Red. Dentro de esta línea se enmarcan las actuaciones orientadas a extender el uso e implantación de las TIC en el ámbito educativo.
Esta iniciativa, puesta en marcha gracias al acuerdo suscrito entre la Junta de Andalucía, el Ministerio de Educación, Cultura y Deporte y la Entidad Pública Empresarial Red.es, estará impulsada en Andalucía por la Consejería de Educación para la extensión del acceso a la banda ancha ultrarrápida de los centros públicos docentes de primaria y secundaria.
Las actuaciones a realizar en los centros docentes son las siguientes:
1. Acceso de los centros docentes a las redes de banda ancha ultrarrápida
2. Despliegue de redes internas de comunicaciones en los centros docentes, incluyéndose en estas actividades la instalación de redes inalámbricas o cableadas, así como el equipamiento de electrónica de red necesario
3. Dotación de equipamiento y sistemas de gestión de las comunicaciones y del tráfico en los centros docentes

Las actuaciones contempladas en el convenio ayudarán a responder a los objetivos marcados por la Agenda Digital para España:
- el uso intensivo de las infraestructuras TIC disponibles en los centros docentes
- la consolidación de un modelo eficaz y sostenible de empleo de las mismas
- la puesta a disposición de contenidos educativos de calidad, bajo un modelo de explotación sostenible mediante la colaboración de la industria productora de contenidos digitales educativos.

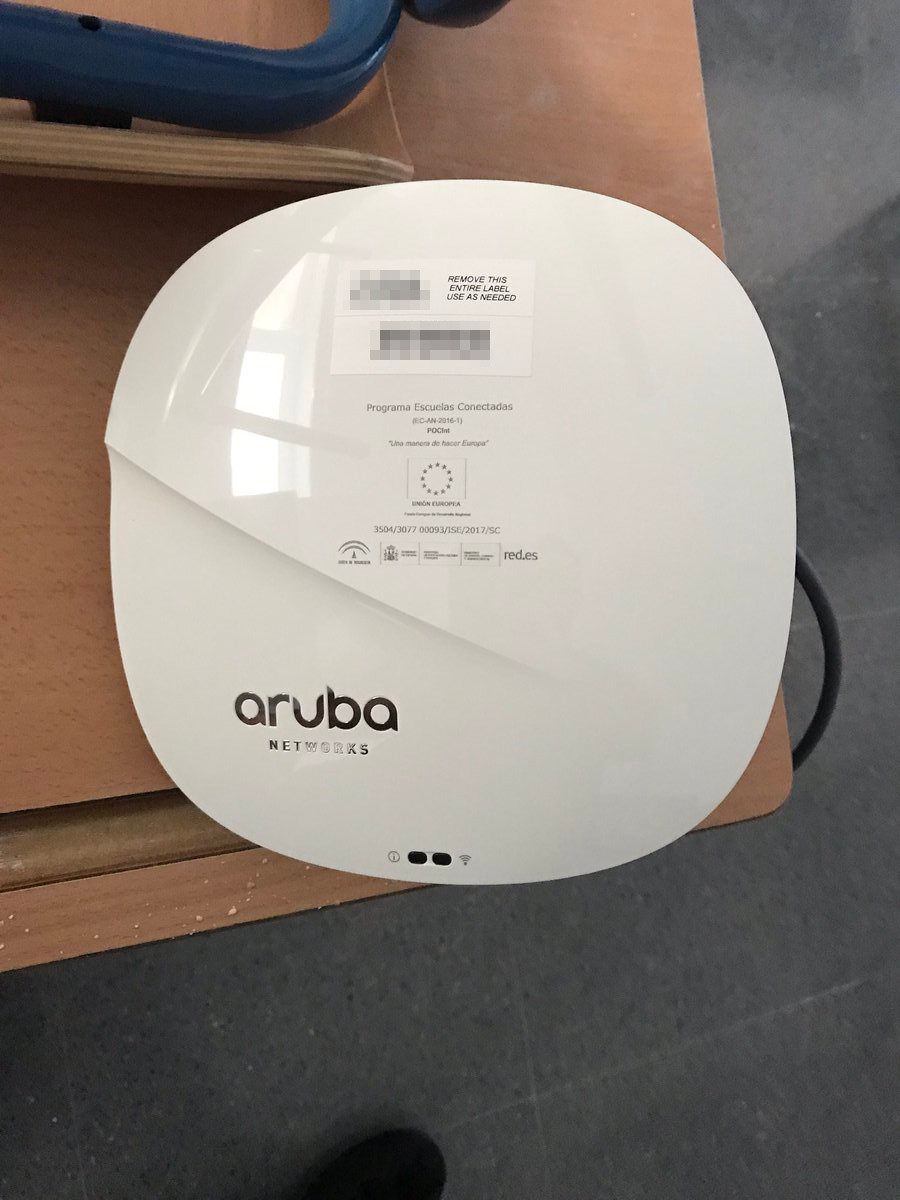
Escuelas Conectadas Andalucía. Punto de Acceso Aruba

Para el cumplimiento de los objetivos del Convenio de Colaboración, la entidad Red.es adjudicó a TELEFÓNICA DE ESPAÑA, S.A.U., el 16 de noviembre de 2016, el contrato de suministro y servicios, titulado “Escuelas Conectadas Andalucía” (Exp: 76/16-SV)". Este contrato tiene por objeto dotar de conectividad de banda ancha ultrarrápida de 1 Gbps y de conectividad interna (WiFi) en la totalidad de los centros docentes andaluces de primaria y secundaria sostenidos con fondos públicos.
El número de centros docentes donde desplegar la solución es de 3.336, pero contempla variaciones en el número final por si se incorporan centros docentes de nueva construcción. En el contrato, se han establecido los siguientes hitos de consecución del despliegue:
- Hito 1: 20/09/2017. Centros: 336
- Hito 2: 20/03/2018. Centros: 1167
- Hito 3: 20/09/2018. Centros: 1167
- Hito 4: 20/12/2018. Resto de centros

A fecha de 19 de enero de 2018, el alcance de centros docentes se amplió a 3352 con un 18,8% de los mismos con la solución ya desplegada.

## Estrategia Digital de Educación de Andalucía (Plan EDEA)
El 19 de junio de 2018 el Consejo de Gobierno acuerda iniciar la elaboración de la Estrategia Digital de Educación de Andalucía' que ampliará y reforzará las medidas para adaptar el sistema educativo al desarrollo tecnológico en condiciones de equidad.
En línea con la Estrategia Europa 2020 y con la Estrategia de Innovación de Andalucía 2020 (RIS3 Andalucía), la nueva planificación se basará en cuatro grandes objetivos: 
- el desarrollo de las competencias digitales del alumnado
- la formación y capacitación del profesorado
- la creación y uso de los contenidos educativos abiertos
- la virtualización como medio sostenible de dotación de infraestructuras y servicios en este ámbito, siendo el CGA el responsable de la virtualización del hardware que la Consejería de Educación considere oportuno.

Entre otros contenidos, el documento incluirá las distintas medidas para alcanzar estos objetivos y un plan de seguimiento, evaluación y control.